# Bythocaris akidopleura
Bythocaris akidopleura is een garnalensoort uit de familie van de Hippolytidae. De wetenschappelijke naam van de soort is voor het eerst geldig gepubliceerd in 1993 door Fransen.